# Lijst van emirs van Koeweit
Hieronder volgt een lijst van emirs van Koeweit. De emirs zijn de heersers van Koeweit. Het Huis van Sabah regeert het land sinds 1752.

## Sjeiks van Koeweit (1752-1961)
| Monarch | Monarch                                                       | Regeringsperiode | Regeringsperiode |
| ------- | ------------------------------------------------------------- | ---------------- | ---------------- |
|         | Sjeik Sabah I bin Jaber (1700-1762) Sahah I                   | 1752             | 1762             |
|         | Sjeik Abdullah I Al-Sabah (1740-1814) Abdullah I              | 1762             | 3 mei 1814       |
|         | Sjeik Jaber I Al-Sabah (1770-1859) Jaber I                    | 1814             | 1859             |
|         | Sjeik Sabah II Al-Sabah (?-1866) Sabah II                     | 1859             | november 1866    |
|         | Sjeik Abdullah II Al-Sabah (1814-1893) Abdullah II            | november 1866    | mei 1893         |
|         | Sjeik Muhammad Al-Sabah (1838-1896) Muhammad I                | mei 1893         | 17 mei 1896      |
|         | Sjeik Mubarak Al-Sabah "de Grote" (1839-1915) Mubarak I       | 18 mei 1896      | 28 november 1915 |
|         | Sjeik Jaber II Al-Sabah (1860-1917) Jaber II                  | 28 november 1915 | 5 februari 1917  |
|         | Sjeik Salim Al-Mubarak Al-Sabah (1864-1921) Salim I           | 5 februari 1917  | 22 februari 1921 |
|         | Sjeik Ahmad Al-Jaber Al-Sabah (1885-1950) Ahmad I             | 22 februari 1921 | 29 januari 1950  |
|         | Sjeik Abdullah III Al-Salim Al-Sabah (1895-1961) Abdullah III | 29 januari 1950  | 19 juni 1961     |

## Emirs van Koeweit (1961-heden)
| Monarch | Monarch                                                       | Regeringsperiode  | Regeringsperiode  |
| ------- | ------------------------------------------------------------- | ----------------- | ----------------- |
|         | Emir Abdullah III Al-Salim Al-Sabah (1895-1965) Abdullah III  | 19 juni 1961      | 24 november 1965  |
|         | Emir Sabah III Al-Salim Al-Sabah (1913-1977) Sabah III        | 24 november 1965  | 31 december 1977  |
|         | Emir Jaber al-Ahmad al-Jaber al-Sabah (1926-2006) Jaber III   | 31 december 1977  | 15 januari 2006   |
|         | Emir Saad I Al-Abdullah Al-Salim Al-Sabah (1930-2008) Saad I  | 15 januari 2006   | 24 januari 2006   |
|         | Emir Sabah IV Al-Ahmad Al-Jaber Al-Sabah (1929-2020) Sabah IV | 29 januari 2006   | 29 september 2020 |
|         | Emir Nawaf Al-Ahmad Al-Jaber Al-Sabah (1937-2023) Nawaf I     | 30 september 2020 | 16 december 2023  |
|         | Emir Mishal Al-Ahmad Al-Jaber Al-Sabah (1940) Mishal I        | 16 december 2023  | heden             |